# Hann. Münden
Hann. Münden (Hannoversch Münden) är en stad i Landkreis Göttingen i det tyska förbundslandet Niedersachsen. Den ligger vid Niedersachsens södra gräns mot Hessen, där källflödena Werra och Fulda flyter samman och bildar Weser. Staden har cirka 23 000 invånare.
Den kände tyske naturforskaren Alexander von Humboldt yttrade vid ett tillfälle, att Hannoversch Münden är en av de sju vackrast belägna städerna i världen.[källa behövs]
Tiden för stadens grundande är inte historiskt belagd i några urkunder, men den finns omnämnd som stad i ett dokument från 1183. Det är emellertid känt att på platsen för den gamla stadsdelen Altmünden anlades ett kloster 802.